# Métamorphoses (Apulée)
Pour les articles homonymes, voir Métamorphose.
Les Métamorphoses, également connu sous le titre L'Âne d'or (Asinus aureus), est un roman écrit par Apulée au IIe siècle.

## Histoire

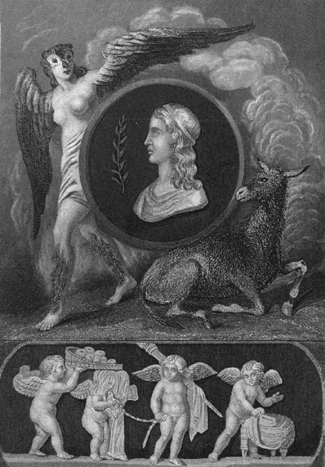
Frontispice des Métamorphoses, Bohn's Libraries, 1902.

### Résumé
Le héros, un aristocrate prénommé Lucius (comme l'auteur du livre, Lucius Apuleius), connaît différentes aventures, après que sa maîtresse, la servante Photis, l'a transformé en âne par accident. Il apprend que, pour retrouver sa forme humaine, il doit manger des roses. Ses diverses aventures malheureuses et burlesques au cours de cette quête des roses sont l'occasion pour Lucius d'apprendre et de raconter au lecteur de nombreuses histoires (le mythe de Psyché et de Cupidon, « la marâtre empoisonneuse », « la bru sanglante », etc.), mêlant l'érotisme aux crimes sanglants et à la magie. Bien que la signification du récit puisse faire l'objet d'interprétations diverses, il semble que le voyage de Lucius soit aussi un voyage spirituel, une initiation à la magie en même temps qu'une mise à distance de la sorcellerie par le comique.

### Détails
Le titre original de ce roman est « Onze livres de métamorphoses », en latin Metamorphoseon libri XI, ou brièvement les « Métamorphoses » (« transformations »). Il rappelle l'œuvre de même nom du poète Ovide, dont les Métamorphoses ont pour thèmes des transformations d'hommes en animaux comme chez Apulée. Le titre moderne « L'âne d'or » (Asinus aureus) n'est attesté que depuis l'Antiquité tardive (par le biais de saint Augustin), et n'est donc pas considéré comme authentique, mais l'auteur a peut-être choisi un double titre.

#### LivreI
Le narrateur, qui se donne le nom de Lucius, est le héros du roman ; il rend compte à la première personne de son destin aventureux. Dans le prologue, il s'adresse directement au lecteur et se présente brièvement, la silhouette de l'auteur se mêlant avec celle du héros.
Pendant un voyage d'affaires en Thessalie, connue comme pays de la magie, il rencontre le marchand Aristomène, qui raconte en détail comment son vieil ami Socrate a été assassiné sous ses yeux par la magie de deux sorcières, les deux sœurs Méroé et Panthia. Le compagnon sceptique d'Aristomène ne veut rien savoir de tout cela et tient cette histoire pour une affabulation. Dans la ville d'Hypata, Lucius est reçu par son hôte, l'usurier avare Milon.

#### LivreII
Lucius entend plusieurs fois dans les jours suivants de terribles choses sur le danger de sorcières ; en particulier, il reçoit un avertissement de la femme de Milon, Pamphilè, qui fait partie des magiciennes de Thessalie. Cela ne fait qu'aiguiser sa curiosité. Alors qu'un soir, il rentre ivre de chez des amis, il tombe devant la porte de la maison de Milon sur trois voleurs, qu'il tue avec son glaive.

#### LivreIII
Le lendemain, Lucius est jeté en prison et accusé de meurtre. Il est surpris d'être l'objet de moqueries de tous. La délibération du tribunal a lieu publiquement au théâtre devant une foule immense. Le discours de défense de l'accusé, réussi, n'a pas d'effet. On le force à découvrir les trois cadavres portés sur des civières et recouverts. Les morts se révèlent bientôt n'être que trois outres remplies. Le public éclate en rires bruyants et se retire. Finalement, Lucius apprend que l'accusation n'était qu'un mauvais tour. L'occasion en était la « fête du rire », célébrée ce jour-là dans la ville.
Chez son hôte Milon, Lucius apprend de la servante Photis, qui partage ses nuits, que Pamphilè avait animé les outres par magie, de manière à les faire ressembler à des voleurs. Maintenant, il voudrait, tout en restant caché, être témoin oculaire de la magie de Pamphilè. Photis hésite à accepter, et laisse Lucius voir comment Pamphilè prend la forme d'un grand-duc. Lucius veut maintenant expérimenter par lui-même une telle transformation. Mais comme Photis se trompe dans le choix de l'onguent magique avec lequel on doit s'enduire, Lucius ne se transforme pas en oiseau mais en âne. Sous la forme animale, sa raison humaine lui reste néanmoins sans altération. La servante lui promet de revenir sur cette métamorphose le lendemain matin, mais elle doit acheter les roses qu'il doit manger dans ce but. Jusque-là, il doit rester à l'écurie comme âne. Or la nuit, des voleurs pénètrent dans la maison. Pour transporter leur butin, ils utilisent Lucius comme bête de somme. C'est ainsi que commencent les longues errances de l'âne. Il est lourdement chargé, et méchamment meurtri par les coups, sur des chemins difficiles à travers les montagnes.

#### LivresIVàVI
Après l'entrée de Lucius dans le monde de la magie, sa curiosité dans ce domaine est satisfaite : maintenant, il est forcé de changer de perspective et considère du dehors le monde humain. Comme les hommes le tiennent pour un animal normal, c'est sans la moindre gêne qu'ils poursuivent en sa présence leurs occupations et leurs conversations intimes. Lucius observe, écoute et comprend tout ; grâce à ses longues oreilles, il peut percevoir même de très loin. Son rôle lui donne un regard sur les abîmes du monde de tous les jours, qui dans sa perspective paraît au moins aussi affreux que le monde de la magie vu par l'homme ordinaire. Là dessus, il faut compter que Lucius, qui appartenait parmi les hommes aux couches supérieures, est livré comme animal de charge à des personnes qui se situent bien plus bas dans l'échelle sociale, ou vivent même en dehors de la société.
Après de grandes fatigues, la troupe de brigands atteint avec Lucius la grotte qui sert de cachette à la bande. Un autre groupe arrive, et on se raconte ses aventures. Il s'avère que les criminels se comportent comme des fous avec le monde environnant, par leurs entreprises et leurs disputes, et en subissent des pertes.
D'une expédition nocturne, les voleurs ramènent une belle jeune fille nommée Charitè, qu'ils ont enlevée pour obtenir une rançon. Un essai de fuite de l'âne avec Charitè échoue. Les brigands discutent d'une punition cruelle des fugitifs, et l'âne doit mourir.

#### LivreVII
Un espion des voleurs rapporte que dans l'intervalle, à Hypata, on recherche Lucius, que l'on tient pour complice des voleurs ; on le recherche aussi pour cela dans la ville où il habite. Peu avant la mise à mort prévue de l'âne, survient le fiancé de Charitè, Tleptolème. Il se présente comme un voleur nommé Hémus, et gagne la confiance des brigands. il arrive à duper les voleurs et à libérer Charitè, en emmenant l'âne. Dès lors, l'âne appartient au jeune couple et est d'abord bien traité. Puis, il tombe dans de grandes difficultés, est utilisé comme animal de transport et doit subir de la part de l'ânier de nombreux mauvais traitements.

#### LivresVIIIàX
Un esclave de Charitè survient et rapporte que Tleptolème a été assassiné par un rival éconduit par Charitè. Là dessus, Charitè se suicide, après s'être vengée de l'assassin. Quand les esclaves des deux apprennent la situation, ils prennent la fuite. L'âne doit les suivre vers un avenir incertain, et subit en chemin à nouveau une aventure dangereuse. Finalement, il est vendu au marché. Son nouveau maître est un sectateur de la Déesse syrienne, un charlatan qui erre en mendiant avec ses collègues ; ils vivent des dons des personnes crédules auxquelles ils annoncent comme voyants le succès à venir. L'âne est à nouveau torturé, et risque sa vie.
Un jour, les menteurs sont arrêtés pour vol, et l'âne est à nouveau vendu au marché. L'acheteur est un meunier, qui l'utilise pour faire tourner sa meule. Au moulin, l'âne est témoin de cruautés à l'égard des esclaves et des animaux qui y sont employés, et lui-même est harassé. À côté de cela, il s'aperçoit de l'adultère de la femme du meunier, dont il rend la découverte possible, en forçant l'amant à sortir de sa cachette. Là-dessus, le meunier chasse sa femme. Elle se venge de son mari en le faisant mourir par sorcellerie. Ceci signifie pour l'âne un nouveau changement de propriétaire, suivi d'autres. Il souffre de faim et de froid, est témoin de destins terribles, et doit assister à la force brute et à ses suites. Il est aussi mêlé à des perversions sexuelles. Finalement, il réussit à s'enfuir vers Corinthe ; il se réfugie dans le port proche de Cenchrées.

#### LivreXI
Au début du onzième et dernier livre, arrive le tournant. L'âne se tourne vers la Déesse mère et la prie de l'aider. Révérée par tous les peuples sous divers noms, elle lui apparaît sous la forme d'Isis, et lui annonce son sauvetage pendant sa prochaine fête. Pendant la procession de la fête à Cenchrées, il aura l'occasion de manger les roses salvatrices. En remerciement, il devra après le retour à la forme humaine la servir pour le reste de sa vie. Et en réalité, Lucius se retransforme publiquement devant la foule étonnée. Après quelque temps, Isis le fait initier à ses mystères. Sur ses indications, il déménage pour Rome, où il continue à la servir. Là, il reçoit l'initiation aux mystères d'Isis, et à ceux de son époux Osiris. Il est appelé au collège des prêtres d'Isis et d'Osiris. Le service sacerdotal, qu'il exerce tondu à ras, le remplit de satisfaction. Il gagne sa vie comme avocat. C'est ainsi que ses aventures se terminent heureusement.

#### Récit d'Amour etPsyché
Une série d'histoires introduites dans la trame du roman donnent au texte une structure enchevêtrée. La plus longue et de loin la plus célèbre en est le récit d'Amour et Psyché, qui remplit presque deux des onze livres (IV à VI). 
Après le rapt de Charitè, la vieille maîtresse de maison des brigands lui raconte, pour la distraire de son chagrin, l'histoire d'Amour et de la princesse Psyché, dont le nom est le mot grec désignant l'âme. Psyché est la plus jeune et la plus belle des trois filles d'un roi. En raison de sa beauté extraordinaire, elle est honorée à l'égal de Vénus, et même considérée comme une incarnation de la déesse, ce qui provoque la jalousie de celle-ci. Vénus charge son fils Amour de rendre sa  rivale amoureuse du plus méprisable et du plus malheureux des hommes. Sa beauté singulière décourage toute velléité de prétendre à sa main : contrairement à ses sœurs, Psyché reste seule. Le roi interroge à ce sujet l'oracle du dieu Apollon. Le dieu lui conseille d'orner la jeune fille de vêtements de noces et de la déposer sur un rocher de la montagne ; un monstre horrible y viendra en volant, et la prendra pour femme. Les parents, avec tristesse, obéissent à l'oracle. Mais le monstre n'apparaît pas, et un doux vent emporte Psyché dans la vallée, où elle s'endort.
Quand elle se réveille, elle se retrouve devant un beau palais d'une structure surnaturelle, et y entre. Une voix sans corps la salue, des servantes invisibles remplissent ses désirs. Toutes les nuits, elle est visitée par un inconnu, qui dort avec elle, sans qu'elle ait le droit de voir son visage. Il ne s'approche d'elle que dans l'obscurité. Elle demeure ainsi longtemps dans le palais. Un jour, elle demande à l'inconnu, qui lui tient lieu à peu près de mari et qu'elle considère comme tel, de lui permettre de revoir ses sœurs. Non sans hésitation, il l'exauce, mais l'exhorte à résister à la volonté de ses soeurs, qui brûlent de découvrir son identité. Elle lui en fait la promesse.  Les sœurs lui rendent visite et envient son train de vie fastueux. Bien que l'inconnu ait averti Psyché qu'elle le perdrait et ne le reverrait jamais si elle trahissait sa promesse et voyait son visage, elle laisse ses méchantes sœurs l'inciter à se méfier de son mari. Elle le soupçonne alors d'être le monstre prophétisé jadis. Sur le conseil de ses sœurs, elle se procure une lampe à huile qu'elle cache, et ressort quand son mari est endormi. Dans la lumière de la lampe, elle voit alors le dieu Amour. Mais une goutte d'huile tombe de la lampe sur l'épaule d'Amour, sur quoi il se réveille et l'abandonne. Psyché reconnaît qu'elle a été entraînée dans le malheur par ses sœurs, et se venge mortellement sur elles. Quand Vénus apprend que son fils méprise son avis et s'est lié à Psyché, elle est prise d'une colère violente contre les deux amants.  Amour est condamné à la résidence surveillée.
Psyché commence alors une longue recherche de son Amour perdu. Elle doit se confier à Vénus, car les autres déesses n'osent pas l'aider. Vénus la fait torturer, et, pour la punir et l'humilier, lui assigne quatre tâches apparemment infaisables. Psyché parvient à exécuter trois d'entre elles par le recours à des animaux et des plantes prêts à l'aider : les fourmis, le roseau et l'aigle. La quatrième tâche, la plus difficile, consiste à descendre dans le monde d'en-bas, le séjour des morts, pour en rapporter dans un récipient quelque chose de la beauté de Proserpine, l'épouse du dieu y régnant, Pluton. Psyché descend aux Enfers avec succès, et Proserpine lui remet la boîte fermée. Sur le chemin du retour, Psyché, poussée par la curiosité, ouvre le couvercle. Mais il n'y a rien de visible dans la boîte, aucune beauté ; un lourd sommeil s'en dégage et entraîne Psyché.
Amour parvient enfin à s'échapper. Il trouve Psyché et la réveille ; il remet le sommeil dans la boîte. Alors Psyché peut apporter à Vénus le don de Proserpine. Amour se tourne vers Jupiter, en le priant de l'aider. Jupiter s'apitoie et trouve la solution : il donne à Psyché une coupe d'ambroisie et lui annonce que, par cette nourriture, elle obtriendra l'immortalité. Ainsi promue parmi les immortels, Psyché a acquis un statut convenable, même pour Vénus, de digne épouse d'Amour. Les deux amants réunis fêtent leur mariage parmi les dieux. Ils auront une fille nommée « Volupté ».

### Sources d'ensemble du roman
La matière du récit provient d'un modèle grec de même nom, que le savant byzantin Photios (IXe siècle) attribue à un auteur nommé Loukios de Patras. Ce roman grec est aujourd'hui perdu, mais on en a conservé un bref résumé rédigé par Photios. Un autre récit grec semblable, reposant sur le même modèle, « Loukios ou l'âne », dont le narrateur à la première personne se présente comme Loukios de Patras, et porte donc le même prénom que le héros des Métamorphoses, a été transmis sous le nom de Lucien. Dans ses grands traits, l'action coïncide avec celle du roman d'Apulée, et certains passages du texte latin paraissent même traduits du grec. Cependant, il y a de nombreuses différences. Dans les deux écrits grecs, il manque le contenu du dernier livre, et le récit a une fin différente.

## Interprétations

### Un roman divertissant ou didactique?
L'arrière plan philosophico-religieux de l'œuvre permet au lecteur de rechercher et de trouver un sens plus profond sous les histoires étranges, parfois grotesques qui sont racontées. Mais le roman peut aussi être lu sans égard pour cette dimension profonde et servir de simple divertissement ; dans ce sens, le lecteur est averti dans le prologue : « Tu vas prendre ton plaisir » (laetaberis). Depuis longtemps la question du rapport entre les traits divertissants, parfois ironiquement distanciés et l'aspect d'un effort sérieux de rédemption religieuse est débattue dans la recherche. Bien des chercheurs pensent que le roman est principalement, voire exclusivement conçu comme littérature de distraction satirique, d'autres sont convaincus que le propos de l'auteur est aussi, ou en première ligne, une confession religieuse ou philosophique et la promotion d'une voie de connaissance et de rédemption. Mais parmi les partisans de ce dernier point de vue subsistent des diversités d'opinion ; selon une des hypothèses, Apulée favorise le culte d'Isis comme la voie d'un dévouement religieux rédempteur, selon d'autres il s'agit là avant tout de la métaphysique et de l'enseignement sur l'Éros de Platon. John J. Winkler a choisi une tout autre approche narratologique ; son travail est pionnier sur la voie de la recherche sous cet angle. Selon la conception de Winkler, l'auteur veut déstabiliser le lecteur, le priver d'une « vraie » signification, et ainsi le motiver pour trouver sa propre interprétation. Cette vision "postmoderne" est cependant contestable. Luca Graverini, par exemple, a tenté de la dépasser.

### Le thème de la curiosité
Le leitmotiv est le thème du besoin de savoir, et son ambiguïté entre curiosités : l'innocente et la fatale, curiosité pleine d'orgueil et de prétention (curiositas). Dans les trois premiers livres, où Lucius apparaît encore sous forme humaine, sa curiosité innée le conduit vers les sorcières dont la vie est pleine de cruauté et de terreur, et exerce sur lui cependant une forte fascination. Après la métamorphose, dans les livres IV à X, il a l'occasion de connaître à fond comme âne l'horreur de la vie des gens normaux. Il entend tout le temps parler de crimes, et de perversions, et doit parfois y participer, tandis que l'issue est souvent la mort pour une partie des participants. Finalement, dans le dernier livre, après le retour de l'âne à la forme humaine de Lucius, il apprend le sens de aventures et de la souffrance de son être animal : il se révèle comme une punition pour sa curiosité déplacée.
Au début, la curiosité le pousse à fuir sa vie normale de tous les jours. Elle le conduit dans le monde de la magie, où il pénètre énergiquement et sans réfléchir. Mais la magie ne se montre pas comme une vraie alternative à la vie ordinaire, elle ne fait que dévoiler les abîmes de la nature humaine « normale », dont il n'a découvert les plus sombres aspects justement que par la magie. Ce n'est que par l'initiation aux mystères que sa curiosité et sa nostalgie du magique atteignent leur but légitime. C'est ainsi qu'il atteint enfin ce qu'il a recherché depuis le début : l'accès à une réalité cachée derrière le monde ordinaire visible. Cette fois, il ne se fourvoie pas comme quand il a pénétré la sphère de la magie dans un domaine de misère et de détresse, mais il atteint la certitude de sa rédemption. Le contenu du savoir des mystères reste certes caché au lecteur du roman, et même dans la partie finale, on trouve des traits comiques, à côté du sérieux religieux et de l'élévation de la rédemption. Ceci montre l'art du récit ambigu et raffiné d'Apulée.

### Le onzième livre, acte rédempteur ou parodique?
On discute largement dans la recherche la signification de l'initiation aux mystères esquissée dans le onzième livre, et le rapport entre la religiosité égyptienne qui y est présentée, avec le concept grec de la religion, marqué par la philosophie du platonicien Apulée. Alors que le onzième livre, avec son thème de rédemption, avait été jugé naguère comme un corps étranger irritant dans le roman, la recherche récente adopte une conception de l'œuvre unifiée de bout en bout. Un autre thème souvent abordé est la question de la mesure où l'auteur s'identifie avec Lucius, et où le roman comporte ainsi des traits autobiographiques, au moins ponctuellement. Il s'agit là surtout du onzième livre, le « livre d'Isis », où le héros du roman est initié aux mystères d'Isis et d'Osiris et accepté dans le collège des prêtres. La propre participation d'Apulée aux mystères, et peut-être sa dignité de prêtre pourraient jouer un rôle, mais on ne sait pas si ces expériences personnelles avaient à voir avec le culte d'Isis. Le fait que les initiations de Lucius sont liées pour lui à des dépenses substantielles, doit être compris comme une critique d'Apulée envers le comportement financier des collèges de prêtres. Jean-Claude Fredouille voit d'ailleurs dans ce dernier livre, au lieu d'une célébration du culte d'Isis, plutôt une parodie à travers notamment le rasage de tête dont le personnage Lucius est si fier. Jean-Claude Fredouille rappelle en effet que dans des épisodes antérieurs du roman (V, 9, 8 ; VIII, 24, 2), conformément à la satire romaine, Apulée raille la calvitie et il se pourrait donc très bien que cette conversion soit décrite ironiquement.

### Les sens possibles du double titre
Le titre original de l'ouvrage, Asinus aureus, a fait couler beaucoup d'encre : si le protagoniste est effectivement transformé en âne, il n'est à aucun moment fait mention dans l'ouvrage d'un pelage doré ou d'une allusion qui expliquerait ce qualificatif.
On a pu avancer que c'est en fait un sens plus rare mais avéré de l'adjectif aureus qui est utilisé : « roux ». En effet, la fin de l'ouvrage prouve qu'Apulée a dû fréquenter les cercles des Mystères d'Isis ou que, du moins, il en connaissait bien les rites et arcanes. Or, le dieu égyptien Seth, associé au Mal et dont la place est primordiale dans la légende d'Isis et d'Osiris qui structurait ce culte, avait pour animal sacré l'âne et comme symbole la couleur rousse. Il est souvent représenté avec un corps d'homme et ce qui semble être une tête d'âne (à relier au statut humain et animal du protagoniste). Plus encore, la superstition égyptienne conduisait souvent à tuer et maltraiter les animaux de couleur rousse, vus comme des envoyés de Seth (transformé en âne, le protagoniste subit des mésaventures plus humiliantes les unes que les autres).
Cette symbolique possible n'a été détectée qu'assez tard, lorsque les progrès de l'égyptologie ont permis de préciser les détails de la légende d'Isis et d'Osiris. Il n'y a néanmoins aucune preuve déterminante de la nécessité de cette théorie.
Une interprétation grammaticale reprise par Jean-Louis Bory invite à considérer le titre Asinus aureus (L'Âne d'or) sous l'angle de la valeur promotionnelle :
« Dans Asinus aureus, l'épithète aureus, si l’on en croit les grammairiens, s’applique à l’"âne" en tant qu’ouvrage d’Apulée, non en tant qu’animal. C’est une épithète pour catalogue de libraires ; cela signifie que cet âne-là est "extra", qu'Apulée y parle d'or ».

### Sources et matériaux thématiques du récit d'Amour et Psyché

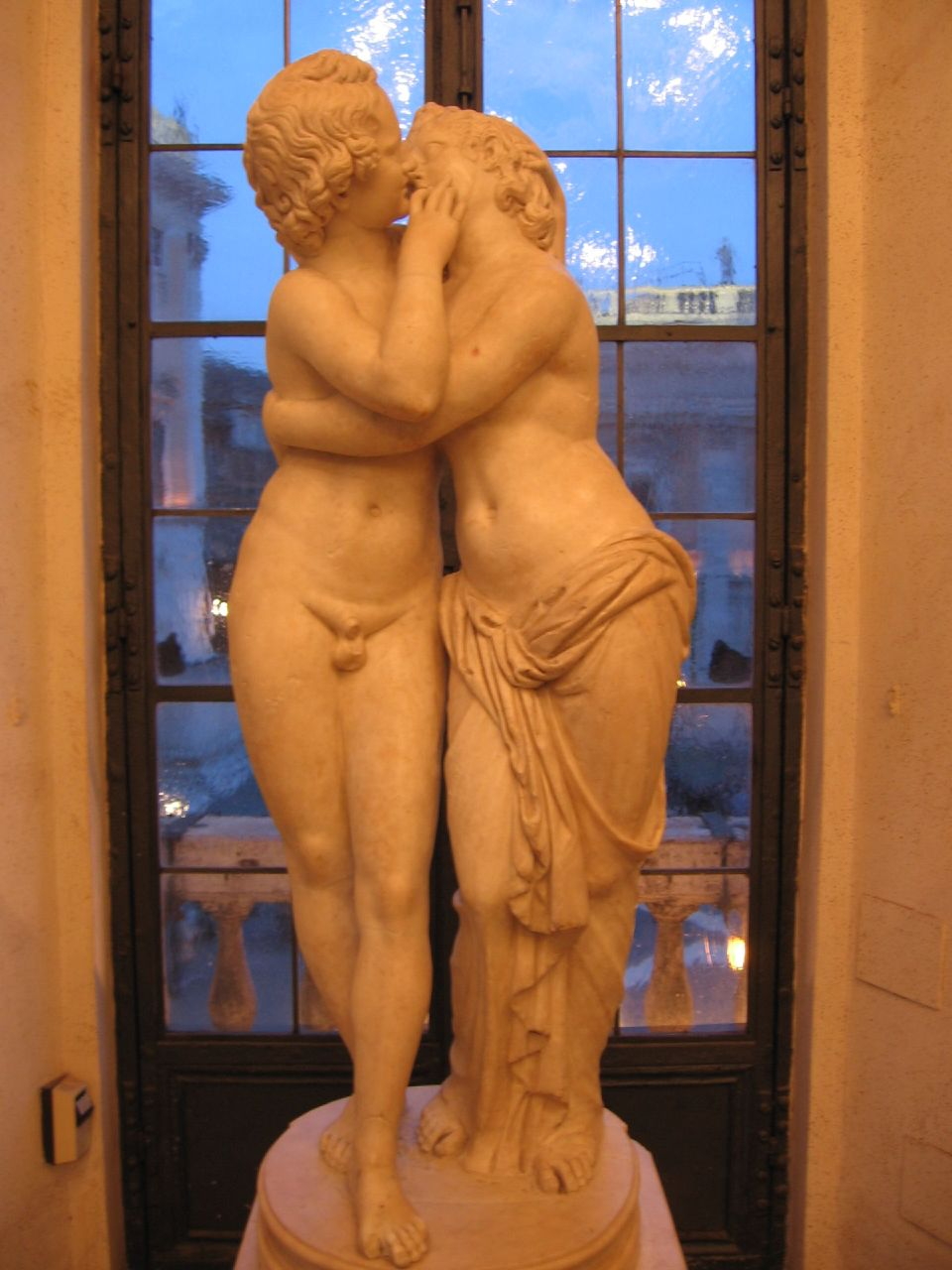
Amour et Psyché, copie romaine d'une sculpture hellénistique, musées du Capitole, Rome

La matière du récit d'Amour et Psyché, et d'autres histoires insérées, a été intensément étudiée avant tout du point de vue des sciences des religions, de l'ethnologie et du folklore. Les chercheurs ont établi des comparaisons avec des histoires comparables attestées dans diverses cultures, et ont abordé la question de l'origine du conte. 
Le nom même des héros, l'Âme (Psyche) et l'Amour,  est évidemment révélateur des intentions du conteur. On ne saurait nier l'analogie existant entre l'aventure racontée et la description du destin de l'âme dans le Phèdre de Platon ; on retrouve bien dans le conte apuléien les grands thèmes du dialogue platonicien (le rapport de l'amour avec la beauté ; le devenir de l'âme ; l'inassouvissement du désir ; la quête de la connaissance du vrai). Cependant, la narration d'Apulée, par ses traits frivoles ou amusants, contraste avec le ton du Phèdre. Dans le récit d'Amour et Psyché figurent également des motifs de la littérature romanesque grecque, et d'œuvres d'autres genres (comédie, élégie).
Les folkloristes, pour leur part, ont pensé notamment à un vieux conte de tradition orale, que l'école finno-américaine a répertorié comme ATU 425, point de départ d'un développement au bout duquel se trouve la forme littéraire actuelle. Depuis Richard August Reitzenstein, on discute l'hypothèse d'une origine orientale, où Psyché dans le mythe originel serait une divinité. Reitzenstein pensait à un mythe de création iranien ; en outre il supposait un récit indien à l'origine du motif central de l'union d'un dieu et d'un homme. 
Cependant l'hypothèse, récemment défendue, d'une source locale, paraît aujourd'hui plus séduisante,, en dépit des problèmes méthodologiques que soulèvent toujours les parallèles avec les traditions orales, lesquelles sont d'une datation difficile sinon impossible. Il est assez vraisemblable, somme toute, qu'Apulée a puisé dans la tradition orale de sa Numidie natale,. Les travaux d'Emmanuel et Nedjima Plantade, dès 2013, ont mis en évidence la coïncidence de plusieurs thèmes narratifs du conte d'Amour et Psyché (le tri des grains [VI, 10] ; les brebis méchantes [VI, 11-12] ; le roseau comme auxiliaire divin [VI, 12]) avec des motifs présents dans des contes kabyles et d'autres traditions orales du monde berbère ; ces travaux ont abouti en 2023 à une synthèse au titre éloquent.

### La culture berbère dans lesMétamorphoses: du constat thématique à la revendication identitaire
On assiste, au début du XXIe siècle, à un phénomène de « réactualisation », sinon 
de récupération, d’Apulée dans les milieux littéraires maghrébins. Le nom du Madaurien, par exemple, a été choisi en 2007 pour désigner un nouveau prix littéraire algérien, et les publications portant sur sa personnalité ou son oeuvre se sont multipliées.
Sur le plan fictionnel, la personne même
d’Apulée a été l’objet d’un roman de l’écrivain français d’origine marocaine
Kebir M. Ammi intitulé Apulée, mon éditrice et moi.
Dans ce roman, Kebir M. Ammi raconte comment il essaye de mener à bien un
projet soumis par son éditrice qui consiste précisément à rédiger une
biographie d’Apulée. L’auteur ne cache pas son appréhension à l’idée d’une telle entreprise : « Où trouverai-je des éléments biographiques sur un homme qui a vécu il y a près de…deux millénaires ! ». Il entreprend cependant de suivre les traces d’Apulée en se rendant en Afrique du Nord pour visiter les villes fréquentées par l'écrivain. Mais la déception l’attend : Madaure,
la ville natale d’Apulée, n’est plus que ruines, et Carthage, ville où l’auteur
des Métamorphoses a exploité ses
talents de conférencier, ne lui apprend rien. Kebir M. Ammi décide alors de
s’installer à San Francisco, où il espère trouver des renseignements
intéressants sur Apulée à la bibliothèque de Berkeley. Les dernières lignes du livre expriment la volonté farouche de l’auteur de mener à bien son projet quoi qu’il arrive : « On frappe à la porte, mais je n’ouvrirai pas. Je
n’ouvrirai plus. J’écris maintenant que ce livre trouve sa route, que ce destin
s’accomplit. » Cet ouvrage est l’occasion pour Kebir M. Ammi d’exprimer
son admiration à l’égard d’Apulée : « L’Âne d’or est un chef-d’œuvre. Je vais plus loin. Le premier ouvrage du genre. ». Il en fait même un frère, un complice de la revendication berbère : « Apulée. Frère de cette complexité, née
Algérie, qui se cherche, ce pays souterrain qui aimerait bien dire non aux simplifications et à ceux qui le tuent à moindre frais. ». Ainsi
l’arrière-plan historique de la revendication berbère, qui est présent tout au long du roman, rappelle la tâche ardue de proposer à une Algérie qui se
considère arabe et musulmane la biographie d’un individu berbère et païen qui se révèle être cependant un de leurs ancêtres les plus prestigieux.

#### Une lecture d'inspiration militante
Comme on le voit avec le susdit roman de Kebir Ammi, la reconsidération d’Apulée est intimement liée à la revendication de la culture berbère comme partie intégrante de l’identité algérienne. L’enjeu du prix littéraire Apulée, comme l'écrit Samira B., journaliste au quotidien algérien L’Expression, à propos de la deuxième édition de ce prix en 2008, est le suivant : "[...] organiser des concours ou créer des prix dans divers domaines littéraires et artistiques, tels que le roman, la poésie, le dessin, la bande dessinée, la nouvelle, la caricature, la musique et bien d’autres domaines encore, afin de pousser les gens à écrire, d’encourager les artistes à créer et de permettre à notre culture de voir le jour, de prospérer".
De même, sur une page d'un forum de discussion tunisien consacrée à Apulée, intitulé « Un célèbre écrivain berbère : Apulée », l’auteur Admin Banned By explique son objectif : « montrer à nos lecteurs [...] que la littérature berbère n’est pas née hier comme le prétendent certains auteurs
mal intentionnés, que des intellectuels berbères ont existé à travers tous les
temps, et pour certains écrit des choses sublimes quoique dans la langue des
autres.».

#### Pour une lecture berbère desMétamorphoses
Au-delà des indices présumés de la présence d’une conscience berbère (ou tamazigh) dans les Métamorphoses d’Apulée, allégués çà et là dans des forums et sites internet littéraires d’Afrique du Nord, on peut accorder une place particulière à l’article d’Hassan Banhakeia, de l’université d’Oujda, intitulé « Apulée, l’écrivain amazigh»,
seule argumentation clairement structurée qui propose nombre de pistes de lecture. Banhakeia, qui est revenu sur le sujet en 2015,  dégage en effet ce qui lui apparaît comme des traits culturels berbères dans le roman d'Apulée. Voici un aperçu de son exposé.
L’acte d’écrire dans une langue étrangère s'accompagne nécessairement, souligne Banhakeia, d'éléments propres à la culture maternelle qui affleurent inconsciemment. Ainsi, « des références à la culture amazighe » (berbère) abonderaient dans L’Âne d’or : "Des éléments propres aux règnes animal (âne, hibou), aquatique (puits...) et abstrait (rêve, référence identitaire) apparaissent dans le texte, munis de significations symboliques, culturelles et humaines où la portée principale reste celle investie par la culture maternelle". Par exemple chez les Berbères, il est admis, selon Banhakeia, que ce que l’on rêve peut se réaliser dans un sens contraire. Or les propos suivants, tirés des Métamorphoses (IV, 27), coïncident avec cette opposition « berbère » entre le rêve et le réel : "Ne te laisse pas terrifier par les vaines images des songes. Car, non seulement l’on considère comme mensongères les images qui viennent pendant un sommeil de jour, mais encore les rêves nocturnes annoncent bien souvent le contraire de ce qu’ils représentent. Ainsi, pleurer, être battue, parfois même être égorgée présagent gains et heureux profits ; au contraire, rire, s’emplir le ventre de bonbons et de douceurs ou s’unir à quelqu’un pour goûter le plaisir de la chair signifierons que la tristesse, la maladie et autres maux vont vous tourmenter." (texte cité d'après l'adaptation d'Abdenour Dzanouni). Notons toutefois qu'un  tel rapprochement aurait quelque intérêt si nous n'étions pas en présence d'une catégorie bien connue de l'onirocritique gréco-latine : les songes « à effets inverses », analysés notamment par Artémidore de Daldis. L'héritage antique suffit donc amplement à éclairer les propos d'Apulée, sans qu'un parallèle berbère s'impose. 
Selon Banhakeia, le conte d'Amour
et Psyché aurait été purement et simplement adapté d’un conte amazigh du nom de Tinaxda. L'auteur résume ainsi le conte berbère : "C’est l’histoire d’une jeune mariée qui n’a jamais vu le visage de son mystérieux époux nommé « Tinaxda ». Il rentrait la nuit et partait à l’aube, prohibant à sa femme de le voir. En contrepartie, amoureux de sa femme, il la comblait de cadeaux et d’amour. Ses sœurs ainées, jalouses qu’elles étaient du bonheur de leur petite sœur, vont lui conseiller d’essayer de percevoir la forme de l’époux. Une nuit, assurée du sommeil profond de Tinaxda, elle se penche sur lui pour voir sa physionomie. La lampe découvrit des peaux que la jeune femme commença à déplier tout en chantant, les larmes aux yeux. Arrivée à la dernière (la septième) peau, elle laissa tomber une larme qui brûla le mari endormi. Furieux, il quittera la jeune femme qui doit, afin de récupérer la confiance et l’amour de son époux, accomplir une série d’épreuves dictées par la mère de Tinaxda. À la fin, ils vivront ensemble et auront beaucoup d’enfants."
Banhakeia soutient également que plusieurs récits adventices du roman d’Apulée, comme l’histoire de Barbarus berné ou celle du foulon cocu, s’inspirent de contes nord-africains. 
Enfin, selon lui, les tribulations que subit l’âne Lucius mènent à une vision critique de la Rome impériale qui ne peut être que le fait d’un Berbère : « Il y aurait là des thèmes qui peuvent résumer la désorientation de l’être amazigh ou plutôt sa désintégration au sein des remous de l’époque décrite (des brigands, des chevaliers, des montagnards violents...) ».
L’article de Banhakeia tente ainsi d'établir diverses correspondances entre quelques thèmes des Métamorphoses d’Apulée et certains traits culturels berbères. Si l'on souscrivait à une telle analyse, on pourrait alors considérer Apulée comme un véritable "métis culturel". Dans ce sens, Mourad Yelles affirme que ce dernier, « d’origine berbère, [...] était le produit de la synthèse des cultures numide, latine et grecque »".
Banhakeia conclut son article en estimant qu'il « s’avère, pour montrer l’amazighité du texte romanesque, indispensable d’analyser l’entourage socio-politique qui a été derrière l’engendrement de cette littérature ». Signalons que le sujet a été entre autres à l'ordre du jour d'un colloque international organisé par le Haut commissariat à l'Amazighité, intitulé "Regards croisés sur Apulée", et tenu à Souk Ahras (région natale d'Apulée) du 30 mai au 1er juin 2015 ; Hassan Banhakeia y participait. Ces pistes de travail stimulantes n'ont malheureusement pas encore reçu de traitement approfondi.

### Éditions
- Consulter la liste des éditions de cette œuvre

### Études
- Eros et Psyché, trad. par Nicolas Waquet, avec une préface de Carlo Ossola (trad. par Nadine Le Lirzin), Payot & Rivages, coll. « Rivages poche / Petite Bibliothèque », Paris, 2006 [éd. bilingue français-latin]  (ISBN 2-7436-1554-0).
- (la) Augustin d'Hippone, De civitate dei.
- (de) Gerhard Binder et Reinhold Merkelbach, Amor und Psyche, Darmstadt, 1968.
- Marie-Louise von Franz, L'Âne d'or : interprétation du conte d'Apulée, Paris, La Fontaine de Pierre, 1997 (3e éd.)  (ISBN 2-902707-30-4).
- Jean-François Froger, La voie du désir, essai d'interprétation du mythe d'Eros et Psyché dans les Métamorphoses d'Apulée, trad. par Bernard Verten. Éditions DésIris, 1997  [éd. bilingue français-latin]  (ISBN 2-907653-41-5).
- Véronique Gély, L'Invention d'un mythe : Psyché. Allégorie et fiction du siècle de Platon au temps de La Fontaine, Paris, Honoré Champion, 2006
- (en) Stephen J. Harrison, Apuleius. A Latin Sophist, Oxford, Oxford University Press, 2000 (ISBN 0-19-814053-3)
- (en) Carl Schlam et Ellen Finkelpearl, « A Review of Scholarship on Apuleius’ Metamorphoses 1970–1998 », Lustrum (Revue), vol. 42,‎ 2000
- Maria Tasinato, La curiosité. Apulée et Augustin, trad. par Jean-Paul Manganaro, avec un préambule d'Alonso Tordesillas, Lagrasse, Verdier, 1989  (ISBN 2-86432-308-7).
- (en) John J. Winkler, Auctor and actor : A Narratological Reading of Apuleius's the Golden Ass, Berkeley, 1985.

### Adaptations
- Georges Pichard a partiellement adapté les Métamorphoses en bande dessinée sous le titre les Sorcières de Thessalie ;
- Milo Manara a réalisé une interprétation érotique des Métamorphoses en bande dessinée, L'Asino d'Oro, 1999 (traduction française La métamorphose de Lucius puis L'Ane d'Or, Humanoïdes Associés,  (ISBN 978-2-7316-2318-5).) Le fil principal du roman est suivi, en retenant les prétextes de nudité érotique.
- L'ouvrage est adapté dans le film italo-algérien L'Âne d'or (L'asino d'oro: processo per fatti strani contro Lucius Apuleius cittadino romano) sous la forme d'une comédie érotique italienne réalisée par Sergio Spina et sortie en 1970. Le film met en vedette Samy Pavel dans le rôle d'Apulée et Barbara Bouchet.
- L'ouvrage La nouvelle Métamorphose de Charles Gildon, publié en 1724 accompagnée de sept illustrations de l'artiste William Hogarth, est une parodie de L'Âne d'or[33].
- Depuis 1924, la salle Psyché au musée de la Révolution française reprend le thème des Métamorphoses sur ses papiers peints panoramiques avec douze panneaux en camaïeu de gris se référant au roman de Jean de La Fontaine tiré de L’Âne d’or[34].